# Colbette
Colbette (en luxembourgeois : Kolwent  et en allemand : Kolbett) est un lieu-dit de la commune luxembourgeoise de Consdorf située dans le canton d'Echternach.